# Bahnhof Erstfeld

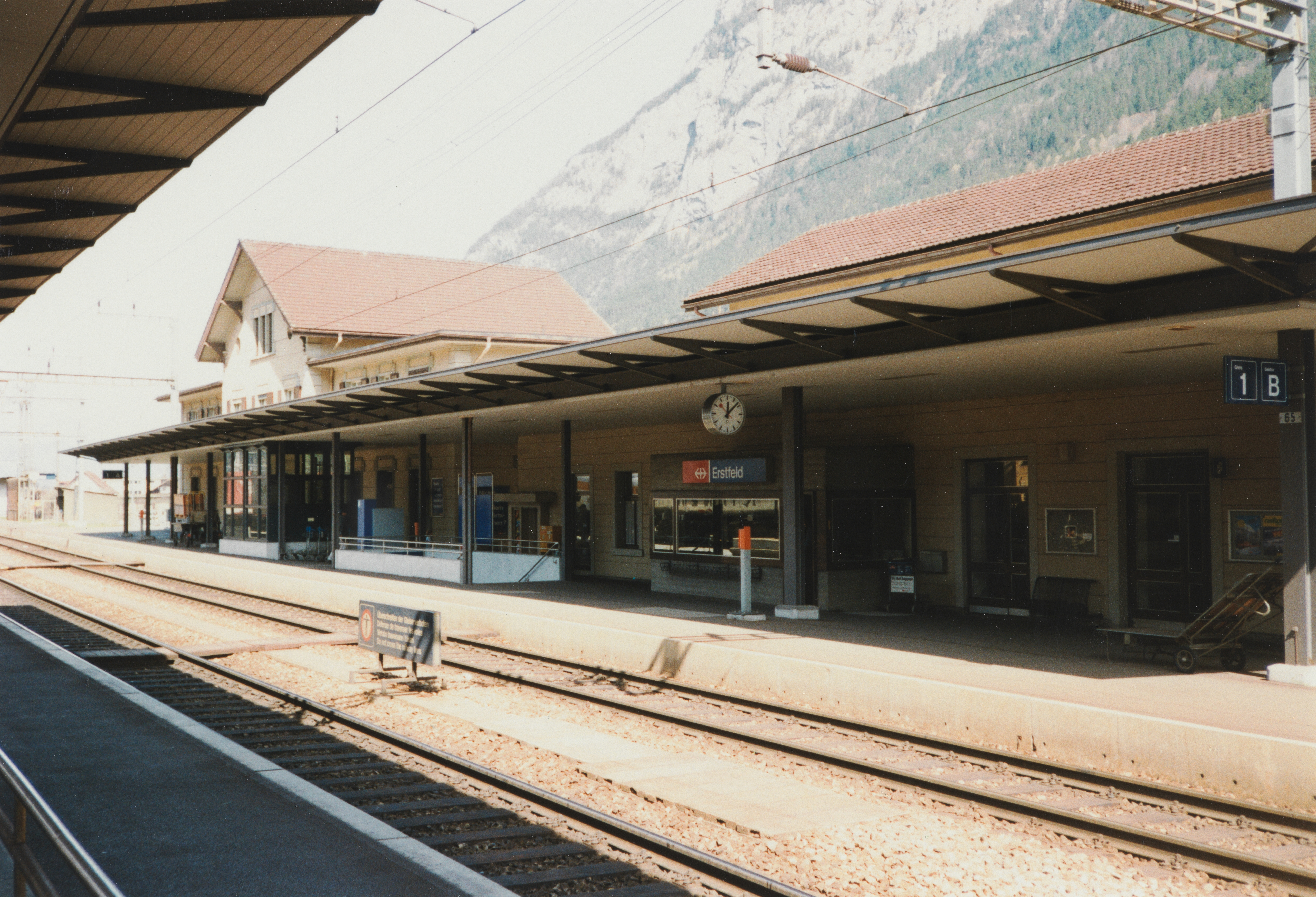
Bahnhof- und Dienstgebäude Bahnseite (2004)

Der Bahnhof Erstfeld ist der Bahnhof der Gemeinde Erstfeld im Schweizer Kanton Uri. Er befindet sich an der Nordrampe der Gotthardbahn und umfasste ein Lokomotivdepot der SBB Cargo. Der Bahnhof wird im Fernverkehr vom Treno Gottardo der Südostbahn (SOB) und im Regionalverkehr von den Schweizerischen Bundesbahnen (SBB) bedient.

## Geschichte

### Die Anfänge unter der Gotthardbahn
Baubeginn im Gebiet Klus für den Bahnhof Erstfeld war 1879. Anfänglich war der Bahnhof für den Betriebswechsel zur Gotthard-Bergstrecke in Silenen geplant gewesen, wurde jedoch nach Erstfeld verlegt. 1880 wurde auf Genehmigung des Bundesrates der Bau einer Remise beschlossen. 1881 war der Bau vollendet und 1882 ging der Bahnhof gemeinsam mit der Gotthardbahn in Betrieb. 1883 wurde die Remise zu einer Nebenwerkstätte der Gotthardbahn ausgebaut, nachdem der Standort Bellinzona als Hauptwerkstätte auserkoren worden war. Für die Vergabe hatten sich zehn Orte beworben. 1887 wurde zudem eine Personenwagenremise erstellt. 1893 folgte die Erweiterung des Empfangsgebäudes um einen Wartesaal, zudem wurde eine Perronhalle mit Bahnsteig erbaut. Zwischen 1893 und 1895 wurde die Strecke zwischen Altdorf und Silenen auf Doppelspur ausgebaut, ehe 1913 die Gotthardbahn an die SBB überging.

### Nach der Übernahme durch die SBB
1920 wurde der erste Abschnitt der Gotthardbahn zwischen Erstfeld und Ambri-Piotta elektrifiziert, jedoch wurde bis 1921 nur mit 7500 Volt Wechselstrom gefahren, um Überschläge an den Isolatoren zu vermeiden. 1922 waren schliesslich die Bahnstrecke Luzern–Immensee und die Gotthardbahn elektrifiziert, so dass die gesamte Strecke von Luzern nach Chiasso unter dem Fahrdraht stand. Die letzte Dampflok, die C 5/6 2969, verliess den Bahnhof Erstfeld erst am 25. November 1968, nachdem sie noch als Schiebelokomotive zur Rotary-Schneeschleuder im Einsatz gewesen war.

### 1970 bis 2000

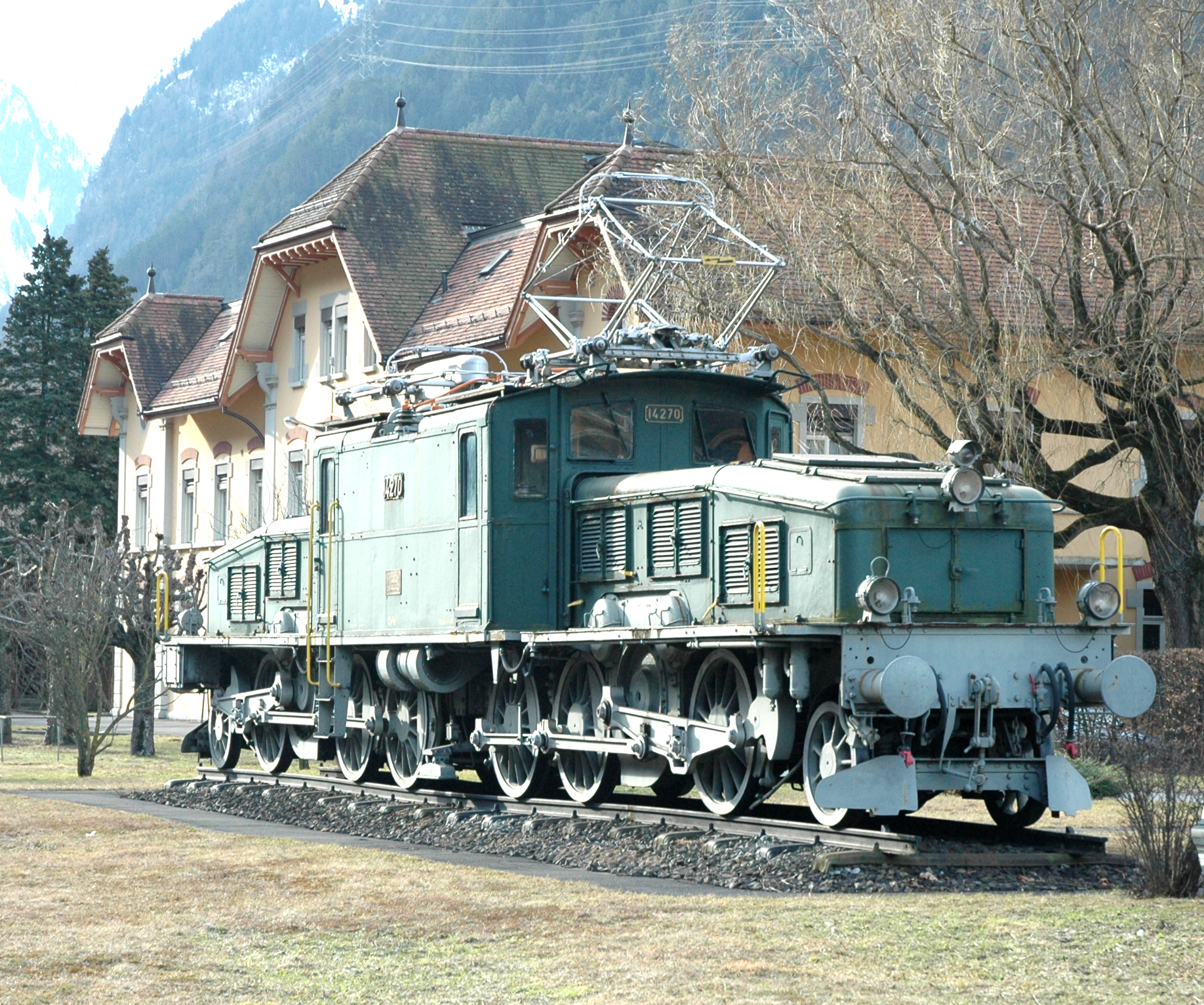
Ce 6/8^{II} als Denkmallokomotive im Bahnhof Erstfeld

Unmittelbar vor dem Bahnhof Erstfeld wurde 1973 das neue, 5 Millionen Franken teure, Integra-Signum-Stellwerk eingebaut. Es löste das Zentralstellwerk im Bahnhof Arth-Goldau ab, um danach die gesamte Gotthard-Nordrampe zu übernehmen.
1992 wurde der heutige Zwischenperron mit den daran angeschlossenen Gleisen 2 und 4 erstellt. Das Gleis 3 wurde für den Bahnsteig zurückgebaut.

### Unfall vom 13. Mai 2015
Am 13. Mai 2015 kurz nach Mitternacht prallte ein Güterzug der SBB bei der Ausfahrt aus dem Bahnhof Richtung Süden in die Flanke eines Güterzugs der BLS. Die beiden Lokomotiven Re 6/6 und Re 4/4 II der SBB und drei Wagen des BLS-Zuges entgleisten. Die SBB bezifferten den Sachschaden auf mehrere Millionen Franken.
Der aus Norden kommende BLS-Zug fuhr auf Gleis 1 ein und wurde mit Fahrbegriff 6 zum Vorziehen bis zum Halt zeigenden Zwergsignal aufgefordert. Dann wurde eine Schiebelokomotive beigestellt und eine Doppeltraktions-Lokomotive vorgespannt. Als der SBB-Zug auf Gleis 2 nahte, öffnete sich das Gruppenausfahrsignal. Trotz des geschlossenen Zwergsignals fuhr der BLS-Zug los, wodurch es noch vor dem Ausfahrsignal zur Kollision kam. Die Sicherungsanlage des Bahnhofs Erstfeld mit ihrer ungewöhnlichen Signalisation stammt aus den 1970er-Jahren, als in die schweren Güterzüge noch Zwischenlokomotiven eingereiht wurden.

### Eröffnung des Gotthard-Basistunnels
Der 2016 eröffnete Gotthard-Basistunnel bedeutete für Erstfeld einschneidende Änderungen. Zum einen wurde das jahrzehntealte Lokomotivdepot geschlossen, das sich zuletzt in Besitz der SBB Cargo befanden hatte. Im Gegenzug wurde in Erstfeld ein Lokpersonalstandort für die SBB Personenverkehr gebildet und das nördliche Interventionszentrum des Basistunnels wurde ebenfalls in Erstfeld errichtet.

## Verkehr
Der Bahnhof Erstfeld wird im Fernverkehr stündlich von Interregio-Zügen zwischen Basel SBB/Zürich HB und Locarno bedient, zudem ist er Endpunkt der S2 der Stadtbahn Zug. Im Busverkehr wird er von den Linien 401 und 412 der Auto AG Uri bedient.

### Fernverkehr
- 26 Basel SBB – Luzern –  Göschenen – Locarno  FS  (Treno Gottardo)
- 46 Zürich HB – Göschenen – Locarno  FS  (Treno Gottardo)

### Regionalverkehr
- S 2 Baar Lindenpark – Walchwil (– Erstfeld)

### Busverkehr
- 401 Flüelen, Gruonbach – Altdorf, Telldenkmal – Erstfeld, Bahnhof (– Amsteg, Post – Göschenen, Bahnhof)
- 412 Altdorf, Bahnhof Ost – Altdorf, Telldenkmal – Erstfeld, Bahnhof – Amsteg, Post

## Depot Erstfeld

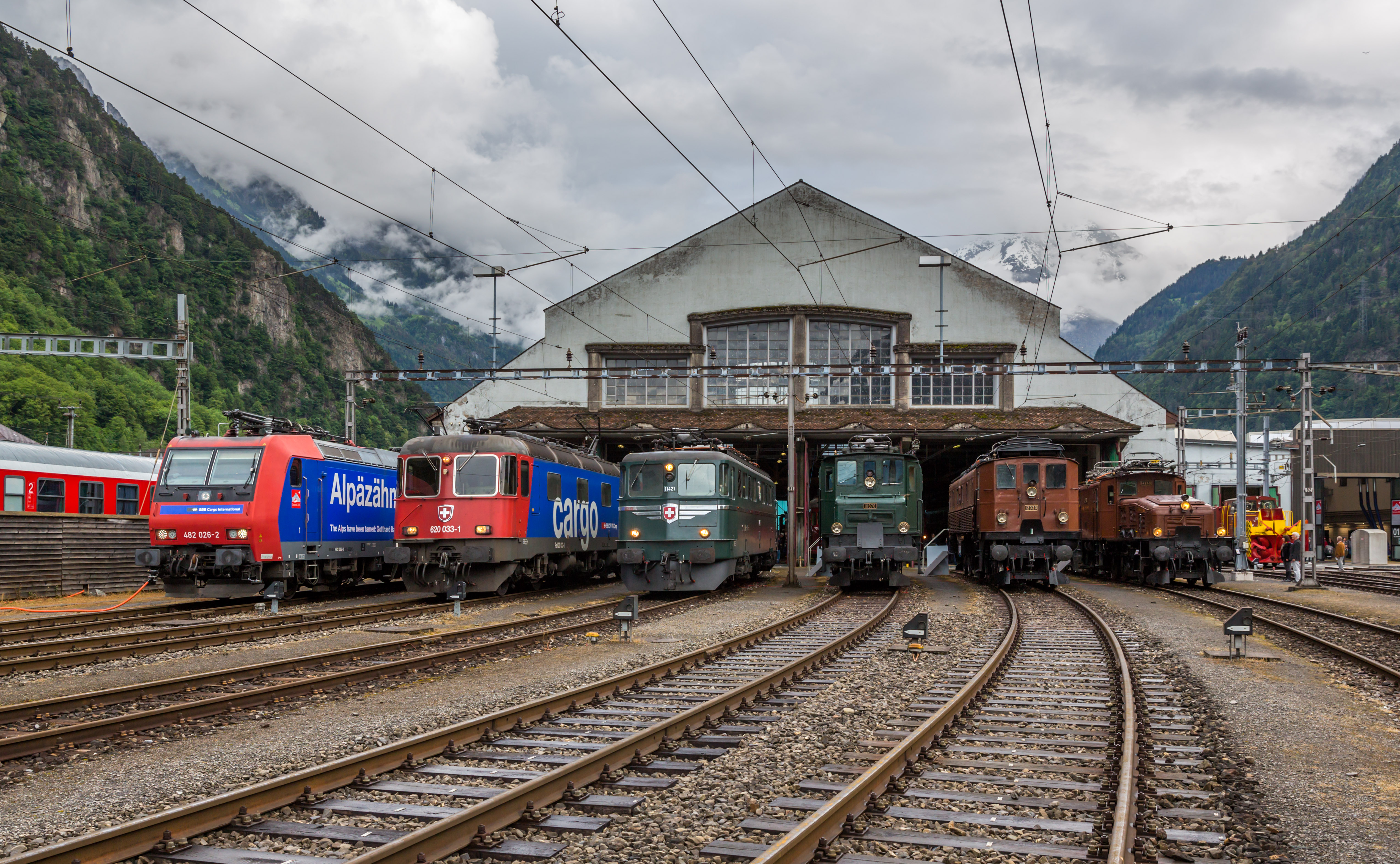
Verschiedene Lokomotiven im Depot Erstfeld als Ausstellungsstücke

Seit Bestehen der Gotthardbahn gibt es das Depot Erstfeld, das immer wieder den Bedürfnissen angepasst wurde. 1922 wurde als Vorbereitung auf die neuen elektrischen Lokomotiven die heute noch bestehende freistehende Remisenhalle an die alte Dampflokremise angebaut.
In Erstfeld waren für die Bedürfnisse der Gotthardbahn die modernsten und stärksten Lokomotiven (Gotthardlokomotiven) stationiert. Im Jahre 1988 waren das:
17 SBB Re 4/4 III, sechs SBB Ee 3/3, 28 SBB Re 6/6, eine SBB Bm 4/4, 27 SBB Ae 6/6, vier Schneeschleudern Rotary. Die erste Rotary Dampfschneeschleuder, die von 1896 bis 1982 in Betrieb war, befindet sich, noch funktionstüchtig, im Verkehrshaus Luzern.
Am 22. März 1987 geriet der Dachstock der Remisenhalle in Brand. Ausgelöst wurde das Feuer durch einen Lichtbogen, der durch den Kurzschluss auf dem Dach einer Lokomotive verursacht wurde. Der gesamte Dachstock musste daraufhin erneuert werden. Nur zweieinhalb Jahre später, in der Nacht vom 27. auf den 28. Februar 1990, brannte das Dachgebälk erneut, als nach einem Orkan eine Ziegelklammer auf die Fahrleitung geweht wurde und der dadurch verursachte Lichtbogen das Hallendach in Brand setzte. Knapp ein Jahr später war sie wieder aufgebaut.
Nachdem es bis Anfang der 1990er Jahre die Hauptaufgabe des Depots Erstfeld gewesen war, die Lokomotiven für den zusätzlichen Schiebe- oder Vorspanndienst zu stellen, entfiel durch die heutigen Ganzzüge auch der Rangiervorgang in Erstfeld, was zu einem Verlust von Arbeitsplätzen führte. Mit der Divisionierung der SBB in die drei Einheiten Infrastruktur, Personenverkehr und Cargo ging das Depot Erstfeld an die Division Cargo. 2004 wurde das Cargo-Depot nach Arth-Goldau verlegt. Durch die Eröffnung des Basistunnels nahm der Bedarf an Schubleistungen ab und das Depot als Einsatzstelle für Lokführer wurde aufgelöst, Anlagen wurden zurückgebaut.

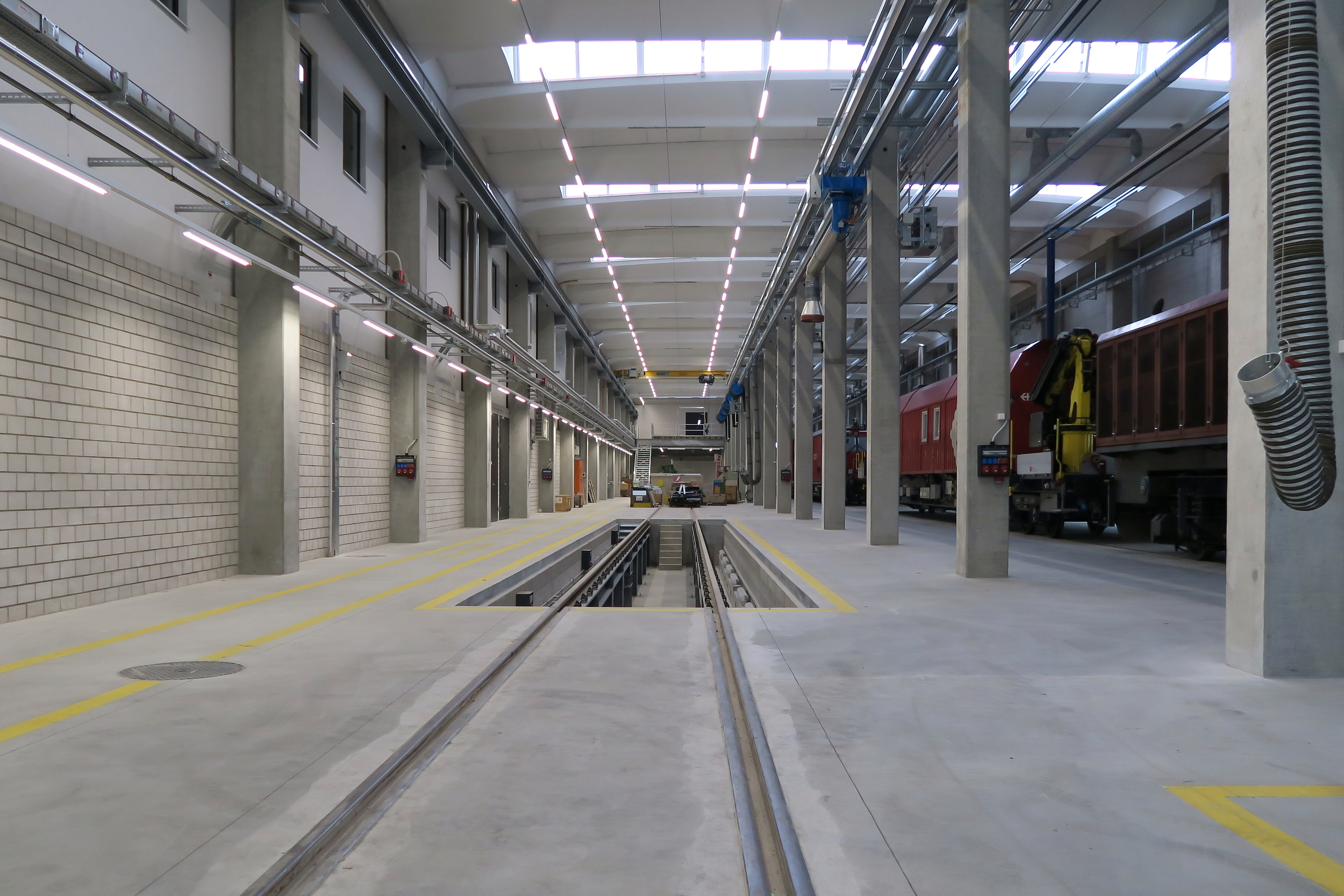
Erhaltungs- und Interventionszentrum (EIZ) Erstfeld

Für den Gotthard-Basistunnel hat die SBB in Erstfeld und Biasca je ein Erhaltungs- und Interventionszentrum (EIZ) erstellt. Von den beiden Standorten rücken im Ereignisfall die Lösch- und Rettungszüge aus.
2002 wurde das Depot von der SBB Historic als Aussenstation des Verkehrshaus Luzern bezeichnet. Diese Funktion würde es dann nach der Eröffnung des Basistunnels 2016 übernehmen. Dafür soll die grosse Lokhalle erhalten bleiben. Der Verein SBB Historic Team Erstfeld pflegt und unterhält das Rollmaterial des historischen Depots Erstfeld.